# 北壁乡
北壁乡，是中华人民共和国福建省宁德市霞浦县下辖的一个乡镇级行政单位。

## 行政区划
北壁乡下辖以下地区：
北壁村、铁炉村、会洋村、河山村、上岐村、下岐村、池澳村、东冲村、四门桥村、盘前村和武岩村。